# Хижина Секвойи
Хижина Секвойи (англ. Sequoyah's Cabin) — бревенчатая хижина и историческое место недалеко от шоссе штата Оклахома 101 около города Акинса, Оклахома. В этом доме между 1829 и 1844 годами проживал индеец-чероки Секвойя (также известный как Джордж Гист, ок. 1765—1844), который в 1821 году создал письменность для народа чероки. Хижина и окружающий её парк были объявлены Национальным историческим памятником США в 1965 году и в настоящее время принадлежат народу чероки.

## Характеристика
Хижина Секвойи расположена к востоку от Акинса на восточной стороне шоссе штата Оклахома 101. Сама хижина представляет собой одноэтажное бревенчатое строение с двускатной крышей, расположенное на участке земли площадью 4,0 га, похожем на парк. В настоящее время хижина защищена от непогоды кирпичным сооружением, построенным в 1930-х годах. Снаружи находится бронзовая статуя Секвойи. Хижина поддерживается как исторический дом-музей и внутри обставлен как во время жизни Секвойи. В хижине хранятся реликвии и документы, связанные с его жизнью.

## История
Секвойя родился около 1770 года в семье матери-чероки и белого отца на исконных землях чероки на юго-востоке США. Не получив образования, но знал племенные обычаи и традиции, пришёл к пониманию ценности письма, особенно в общении с соседними британскими поселенцами. В 1809 году он начал работать над системой письма для языка чероки. Результатом его работы стала слоговая азбука чероки, которая используется и по сей день. В 1820-х годах он переехал на запад, где обучал местных чероки системе письма. В этот период, в 1829 году, была построена эта хижина.
Хижина была приобретена Историческим обществом Оклахомы в 1936 году. Навес над зданием был построен Управлением промышленно-строительными работами общественного назначения в 1936 году, и окружен парком площадью 40 000 кв.м.
Хижина и окружающий её парк, в настоящее время принадлежащие народу чероки, были объявлены Национальным историческим памятником в 1965 году. Включен в Национальный реестр исторических мест США 15 октября 1966 года.
В 2016 году народ чероки приобрёл хижину и её собственность за 100 000 долларов США.